# Гаджиев, Батал-Мухамед Рассулович
Батал-Мухамед Рассулович Гаджиев (род. 7 сентября 1949, Махач-Кала) — советский борец вольного стиля, чемпион и призёр чемпионатов СССР, победитель международных турниров, мастер спорта СССР международного класса (1973). Увлёкся борьбой в 1963 году. В 1967 году выполнил норматив мастера спорта СССР. Участвовал в семи чемпионатах СССР (1970—1977 годы).

## Спортивные результаты
- Чемпионат СССР по вольной борьбе 1973 года — ;
- Чемпионат СССР по вольной борьбе 1974 года — ;
- Вольная борьба на летней Спартакиаде народов СССР 1975 года — ;